# 法蘭克·傑克·弗萊徹
法蘭克·傑克·弗萊徹（英文：Frank Jack Fletcher，1885年4月29日—1973年4月25日）海軍上將，榮譽勳章得主，第二次世界大戰期間美國航艦特遣艦隊指揮官，曾參與大戰初期數場重要的航艦部隊會戰，包括珊瑚海之役，中途島之役，與東所羅門海之役等。美軍兩隻特遣艦隊在他的統一指揮下，在中途島之役擊沉了日軍四艘艦隊航母。之後調任第十三軍區司令與西北海疆司令，統率北太平洋部隊。傑克·弗萊徹是另一位榮譽勳章得主，弗萊德·弗萊徹上將的姪子。

## 早年生活
傑克·弗萊徹於1886年3月9日生於愛荷華州馬紹爾城，父母親為湯瑪士·弗萊徹（Thomas J. Fletcher）與艾莉絲·弗萊徹（Alice G. Fletcher）。1906年從美國海軍官校畢業，在116名畢業生中排名第26位。畢業後先後於多艘船艦上服役，包括戰艦羅德島號（USS Rhode Island，BB-17）、俄亥俄號（USS Ohio，BB-12）、緬因號（USS Maine，BB-10），快艇老鷹號（USS Eagle），蒸汽快速戰艦富蘭克林號（USS Franklin），與驅逐艦昌西號（USS Chauncey，DD-3）等。1910年4月到1912年12月間，他先後擔任驅逐艦戴爾號（USS Dale，DD-4）與昌西號艦長。
弗萊徹於1912年12月調到戰艦佛羅里達號（USS Florida，BB-30），並於1914年4月參與了美國入侵韋拉克魯斯行動（Occupation of Veracruz）。在行動中，弗萊徹因成功拯救超過350名運輸船希望號（SS Esperanza）上的難民，而獲得了國會榮譽勳章。1914年到1915年，弗萊徹成為美國大西洋艦隊司令的副官與參謀軍官，之後調到美國海軍官校，負責行政方面的工作。
褒揚令
為1914年4月21日到22日的韋拉克魯斯戰鬥中，優異的戰場領導。在敵火下，弗萊徹上尉卓越並出色地執行勤務。他負責指揮希望號，並讓超過350名難民登艦－許多人是戰鬥開始之後才獲救。雖然該船被敵火擊中超過30次，他仍然將難民帶到安全的地方。之後，弗萊徹上尉在休戰旗之下，護送難民由鐵路回韋拉克魯斯。由於軌道可能被破壞，而且有可能與護衛的墨西哥士兵發生衝突，所以這是一件有危險性的任務。至少有一次的衝突是被弗萊徹上尉所化解的，這是由於弗萊徹上尉與墨西哥士兵間建立良好的關係，這也使得大部份的難民都能成功的回到韋拉克魯斯。

## 第一次世界大戰與戰後
美國加入第一次世界大戰時，弗萊徹少校先擔任戰艦奇爾沙治號（USS Kearsarge，BB-5）的槍砲官，1917年10月擔任巡邏艇瑪格麗特號（USS Margaret，SP-527）艇長，1918年2月接掌驅逐艦阿倫號（USS Allen，DD-66），到5月轉任班漢號（USS Benham，DD-49）的艦長，其中在指揮班漢號時，因擔任歐洲水域的潛艇警戒與護航任務，而獲得海軍十字勳章。1918年10月到1919年2月，負責驅逐艦克蘭號（USS Crane，DD-109）的艤裝工程，然後指揮驅逐艦格里德利號（USS Gridley，DD-92）的訓練航行。1919年4月調回岸上，擔任海軍航海署徵召部主任。1922年9月調到美國太平洋分隊，先後擔任驅逐艦惠普爾號（USS Whipple，DD-217），巡邏砲艦沙加緬度號（USS Sacramento，PG-19）與潛艇供應艦彩虹號（USS Rainbow，AS-7）等艦艦長，以及位於菲律賓甲米地的潛艦基地指揮官。
弗萊徹於1925年3月調回美國，服役於華盛頓海軍工廠。1927年調任戰艦科羅拉多號（USS Colorado，BB-45）副長，然後1930年6月從海軍戰爭學院結訓。1931年8月自陸軍戰爭學院結訓後，任美國大西洋艦隊參謀長。1933年至美國海軍軍令部長辦公室服務，並於同年11月被指派擔任海軍部長克勞德·史璜森（Claude A. Swanson）的助手，直到1936年5月，奉派成為戰艦新墨西哥號（USS New Mexico，BB-40）的上校艦長為止。1937年弗萊徹成為海軍檢查會議成員，之後於1938年6月出任海軍航海署副署長。1939年9月調回太平洋艦隊，升任少將並擔任巡洋艦戰隊指揮官。日本突襲珍珠港時，弗萊徹為第6巡洋艦戰隊指揮官，並搭乘明尼亞波利斯號（USS Minneapolis，CA-36）在歐胡島南方巡弋，並不在珍珠港內。

## 第二次世界大戰

### 威克島救援行動
為援助受到日軍攻擊的威克島，太平洋艦隊總司令哈斯本·金梅爾（Husband E. Kimmel）上將任命弗萊徹少將擔任以薩拉托加號為核心的第17特遣艦隊（Task Force 17，TF 17）指揮官，護衛載運陸戰隊第4防禦營的水上機供應艦坦吉爾號（USS Tangier，AV-4），於12月16日從珍珠港出發前往威克島。但在12月17日，金梅爾被解除了太平洋艦隊的指揮權，由太平洋艦隊戰鬥部隊指揮官威廉·培伊（William S. Pye）中將代理。由於擔憂珍珠港及其它海上聯絡線可能受到攻擊，培伊中將於12月23日取消了救援威克島的行動，威克島也在同時間被日軍攻佔。

### 中太平洋行動
回到珍珠港後，弗萊徹少將改登上新到太平洋戰區的約克鎮號（USS Yorktown，CV-5），仍編組為TF 17，並載運陸戰隊前往薩摩亞群島。由於新任美國艦隊總司令的金恩上將建議新任太平洋艦隊總司令的尼米茲上將應攻擊吉爾勃特群島（Gilberts），以分散日軍對新加坡與爪哇所施加的壓力，於是尼米茲派遣由哈爾西中將所率領，以企業號為核心的TF 8前往薩摩亞，會合TF 17後，一同攻擊吉爾勃特群島與馬紹爾群島（Marshalls）。
1942年1月24日兩隻特遣艦隊在薩摩亞會合，1月30日與2月1日，兩隻特遣艦隊分別攻擊了吉爾勃特群島與馬紹爾群島。這個行動對於金恩上將所希望的分散日軍壓力的期望，完全沒有達成，因為日軍的侵入行動並沒有受到抑制的跡象。就純粹軍事上的戰果來看，對受攻擊的日本守軍的影響也很有限。基於金恩上將於2月5日與9日的命令，尼米茲派遣TF 16（重新編組的企業號航艦戰鬥群）與TF 17於2月14日出發前往攻擊威克島與馬庫斯島（Marcus Island）。由於美國艦隊總司令於2月15日突然下令要尼米茲必需留一艘航艦在珍珠港南方的坎頓島（Canton Island），於是TF 17遂前往該地巡弋。但不久之後，由威爾森·布朗（Wilson Brown）中將指揮，以列辛頓號（USS Lexington，CV-2）為核心的TF 11前往該地，統一指揮兩個特遣艦隊前往珊瑚海，並於2月19日派出戰機攻擊新幾內亞北方的幾個小島   。
包含其它航艦戰鬥群的行動在內，這些作戰給予日軍的損失非常有限，也無力阻止日軍的推進，但提供美軍實際的戰鬥經驗，也多少提振了美軍與美國人的士氣。

### 珊瑚海之役
由於美國海軍在澳洲的情報單位發現日本海軍預備將在1942年5月間，由以兩艘艦隊航艦為核心的突擊艦隊與一個由輕航艦所護航的攻擊部隊，進攻並佔領新幾內亞的圖拉吉島（Tulagi）與摩斯比港，於是尼米茲上將於4月中旬命令由歐伯瑞·費區少將指揮的TF 11從珍珠港出發，至珊瑚海與TF 17會合。
5月1日兩個特遣艦隊會合，由弗萊徹少將統一指揮。同一日，日軍開始攻擊圖拉吉島。5月3日，約克鎮號上的戰機對圖拉吉島進行長達一天的連續攻擊，日軍幾艘次要船隻，包括驅逐艦菊月號被擊沉。5月4日，日軍突擊艦隊（第五航空戰隊，指揮官原忠一少將），包含瑞鶴號與翔鶴號離開拉布爾進入珊瑚海。
5月6日，日軍偵察機發現TF 17，並由拉布爾日軍基地發出接敵通知。但是突擊艦隊並未收到這項通知。5月7日，日軍航艦上的偵察機發現了弗萊徹的補給船隻，但誤認為航艦部隊；另一方面，也發現了由特遣艦隊所分遣出去，由英國皇家海軍少將約翰·喀瑞斯（John G. Crace）指揮的支援艦隊（屬於麥克阿瑟將軍的艦隊），於是突擊艦隊對兩隻部隊發動攻擊。同時，麥克阿瑟將軍的飛機則發現了往摩斯比港前進的攻擊部隊，於是弗萊徹放出飛機攻擊了日本攻擊部隊，將輕航艦祥鳳號擊沉，並迫使攻擊部隊往拉布爾撤退。
5月8日，美日雙方航艦的偵察機都發現彼此的正確位置，於是史上首次航艦間會戰正式展開。在一整天的軍事行動中，美國的兩艘航艦都被擊中，包含擊中列辛頓號的兩枚魚雷。日軍翔鶴號被三枚炸彈擊中，但仍能自力航行；瑞鶴號本身無損，但艦上飛行大隊損失嚴重。列辛頓號於當天下午因艦內數次嚴重爆炸而被放棄，最後由驅逐艦將之擊沉  。
美軍在珊瑚海之役中，船艦的損失比日軍大，但日本聯合艦隊司令部決定中止進占摩斯比港，這是從太平洋戰役開始以來，日軍的推進首次被擊退。

### 中途島之役
由於太平洋艦隊司令部的情報單位破譯出日軍的行動命令，因此美軍很早就開始佈署部隊以防衛中途島，並對抗日本的航艦部隊。
1942年5月27日，由南雲忠一中將指揮的第一機動艦隊（轄赤城號，加賀號，飛龍號與蒼龍號）從柱島出發，29日，由山本五十六大將親自指揮的主隊與由近藤信竹中將指揮的第二艦隊（攻略部隊）分別由柱島與威克島出發。而由史普勞恩斯少將指揮的TF 16〔轄企業號與大黃蜂號（USS Hornet，CV-8）〕，與弗萊徹少將的TF 17（轄約克鎮號）分別在28日與29日從珍珠港出發。
6月2日，美軍兩隻特遣艦隊會合，由弗萊徹少將統一指揮。6月4日凌晨，第一機動艦隊抵達中途島西北方，並發動108架戰機攻擊中途島。空中攻擊對島上造成廣泛的傷害，同時也擊落了絕大部份的防禦戰鬥機。當中途島上的PBY-5巡邏機發現第一機動艦隊後，中途島與兩個特遣艦隊也陸續放出超過210架戰機前去攻擊。中途島的轟炸機與特遣艦隊的魚雷轟炸機企圖攻擊第一機動艦隊，卻幾乎全軍覆沒。大黃蜂號的俯衝轟炸機沒有找到目標，但約克鎮號與企業號的俯衝轟炸機在未經安排的情況下，從不同方向，卻幾乎同時間找到第一機動艦隊，並癱瘓了赤城號，加賀號，與蒼龍號。
依照偵察機的報告，飛龍號的俯衝轟炸機發現，並擊中約克鎮號，但約克鎮號在短時間便揮復行動自由，於是又被飛龍號的魚雷轟炸機擊中兩次。這次癱瘓了約克鎮號，並使弗萊徹少將將指揮權移交給史普勞恩斯少將。TF 17與中途島的偵察機發現飛龍號後，企業號與大黃蜂號放出俯衝轟炸機將其癱瘓。
6月4日晚間到5日早上，日本四艘航艦先後沉沒。山本大將於4日下午就下令攻略部隊中的第7戰隊的4艘重巡洋艦砲擊中途島，但5日凌晨山本大將下令全面撤退時，三隈號與最上號互撞，其中三隈號於5日與6日被中途島與TF 16的轟炸機連續攻擊所擊沉。約克鎮號與提供動力的驅逐艦哈曼號（USS Hammann，DD-412）則在6日被日軍潛艦擊中，哈曼號立刻沉沒，約克鎮號則於7日沉沒。   
日本在中途島之役的損失改變了太平洋戰爭的方向，除了4艘航艦被擊沉，最糟的是損失了絕大部份熟練的飛行員。從此美軍轉守為攻，直到最後。

### 瞭望台行動
瞭望台行動是太平洋艦隊第一個轉守為攻的作戰，太平洋艦隊將以海軍航艦部隊與陸戰隊攻擊並占領土拉吉島與瓜達康納爾島。由於之前幾場戰役的功積，弗萊徹於1942年7月15日晉升中將，並由尼米茲上將任命為TF 61指揮官。在南太平洋戰區司令羅伯特·哥姆雷（Robert L. Ghormley）中將的節制下，負責兩島的登陸作戰。TF 61包含兩個特遣支隊（Task Group），TG 61.1由雷·諾伊斯（Leigh Noyes）少將指揮，包含薩拉托加號（弗萊徹的旗艦），企業號，與胡蜂號（USS Wasp，CV-7）等三個航艦戰鬥群。TG 61.2由凱利·屠納（Richmond K. Turner）少將指揮，為兩棲登陸艦隊（TG 61.2後改編組為TF 62，仍由屠納少將指揮）。
TF 61於7月26日於斐濟集結，8月7日陸戰隊第1師開始登陸兩個島，並迅速殲滅兩個島上的日軍。日軍的反應也很迅速，在7日與8日兩天由拉布爾發動一連串的空中攻擊，擊沉一艘運輸艦，並損壞兩艘驅逐艦。日軍被擊落36架飛機，美軍損失19架，包含14架戰鬥機。因為擔心戰機的損耗，與航艦的燃料狀況，弗萊徹於8日傍晚將TG 61.1撤離瓜達康納爾島海域以補充燃料，留下沒有空中掩護的登陸部隊與兩棲船隻。由於缺乏空中支援，屠納計畫在8日夜間儘量將補給卸下，並於次日離開土拉吉－瓜達康納爾地區。
但在離開之前，日本第八艦隊司令三川軍一中將率領5艘重巡洋艦，2艘輕巡洋艦與1艘驅逐艦，於8日到9日夜間衝進薩沃灣，擊沉聯軍4艘重巡洋艦，並重創1艘重巡洋艦與2艘驅逐艦，但攻擊並沒有延伸到運輸船與岸上部隊。此役被稱為薩沃島之役（日方稱第一次所羅門海之役），運輸船則在9日晚間離開土拉吉－瓜達康納爾地區。
之後TF 61持續在瓜達康納爾島東南方巡弋，以保護交通線。但日本偵察機於8月20日發現了TF 61，於是南雲忠一中將所指揮的第三艦隊（含艦隊航艦翔鶴號與瑞鶴號，以及輕航艦龍驤號）從特魯克島（Truk）出發，前往所羅門群島海域。23日，美國PBY巡邏機先發現日軍艦隊，但因為天候不良，薩拉托加號的攻擊機群並沒有發現日軍，但23號下午胡蜂號卻離開戰場去補充燃料，導致美軍是以兩艘航艦對抗日軍的三艘。24日，龍驤號被分遣出去攻擊瓜達康納爾島，結果被美軍偵察機發現，薩拉托加號的攻擊機群找到了龍驤號並將之擊沉。同時，日軍的偵察機也發現企業號航艦戰鬥群，發動攻擊並讓企業號暫時退出戰場。這場戰役稱為東所羅門群島之役（日方稱為第二次所羅門海之役），日軍除了損失一艘航艦，其艦載機也被擊落約75架。之外，在25日的運補行動也被陸戰隊航空隊所阻止，因此美軍獲勝     。

### 第十三軍區司令與北太平洋部隊
1942年8月31日，薩拉托加號在瓜達康納爾島東方巡弋時，被一艘日本潛艦所發射的魚雷擊中，只好回到珍珠港整修。由於弗萊徹也受了輕傷，因此尼米茲讓他放假，而金恩命令他前往華盛頓進行短暫工作，以便「觀察他」。
10月中，弗萊徹申請回到海上，尼米茲支持，但金恩拒絕，並任命他為第十三海軍軍區司令與西北海疆司令（總部在西雅圖）。1943年11月，任北太平洋部隊司令，直到戰爭結束。在1944年與1945年，他指揮北太平洋部隊（包含陸軍航空隊與海軍部隊）進行對千島群島的轟炸與岸轟任務。並在日本投降後，於1945年9月，率領60艘北太平洋部隊的艦艇在日本陸奧灣接受日本海軍北方艦隊的投降。他對官兵們所做的演說時曾提過一段話：
「回顧日軍在南京的暴行，偷襲珍珠港，巴丹的死亡行軍，以及數不盡的謀殺、酷刑、與讓我們不幸被俘的伙伴們挨餓受苦，但我們不會這麼對日本人。我們已經對日本軍人與世界展示了我們優越的戰力，現在我們要對日本人跟世界上其它地方的人們展現我們為它而戰的民主與法治。」 

## 退休與榮譽
弗萊徹中將於1946年任將官會議主席，至1947年5月退休，並晉升為上將。弗萊徹上將於1973年4月25日病逝於比塞大海軍醫院，並安葬於阿靈頓國家公墓。
史普勞恩斯級驅逐艦弗萊徹號（DD-992）用以紀念弗萊徹上將。

## 評論
弗萊徹上將是美國海軍從1941年12月到1942年8月之間，參加過最多會戰的航艦部隊指揮官，包含歷史上首次航艦對航艦的海上會戰。但他卻不像哈尔西与斯普鲁恩斯一樣受到推崇，甚至還被非議，而且這些非議到今天都還被許多戰史研究人員當成是弗萊徹上將棺木上的評語。最主要被非議的部份即為進取心不夠，這不但是金恩上將這麼認為，在中途島海戰前，尼米茲上將也同意這種看法。但在1942年5月28日閱讀過弗萊徹的戰鬥報告後，尼米茲從此改變看法，他發給金恩的信中就提及：
|  | 「在弗萊徹停留在珍珠港的三天裡，我終於有機會和他討論在珊瑚海的軍事行動，並且澄清有關他的艦隊缺乏進取戰術的假像．．．．我的看法：弗萊徹在最近的珊瑚海戰役中，十分稱職，且判斷高明。他是一位優秀的，適於海上的，擅長作戰的海軍軍官，未來我仍希望他能擔任特遣艦隊指揮官。」 |

但金恩並未接受這種說法，雖然他最後同意升弗萊徹為中將，但還是找到機會把他調離開海上。有人曾把金恩不滿意弗萊徹的原因歸納為以下三點：
1. 弗萊徹是金梅爾任命的，這讓金恩對他有疑慮。
2. 威克島救援失利。
3. 珊瑚海戰役中，弗萊徹損失了列克星敦号，而金恩曾任這艘航艦的艦長兩年。

這三點都有道理，例如山本五十六曾擔任過赤城號艦長，在中途島之役時山本也希望南雲忠一能盡全力搶救赤城號一樣，損失列克星敦號對金恩一定會有所遺憾。但問題是當時指揮列克星敦号的是費區少將，艦長為佛德烈·薛爾曼上校，費區後來在金恩之下擔任主管航空業務的副軍令部長與海軍軍官校校長，薛爾曼則從1943年起成為快速航艦部隊的指揮官，直到戰後，並曾擔任第五艦隊司令。金恩似乎並沒有對這兩位軍官有什麼苛責。
威克島救援失利的原因則比較複雜，的確，弗萊徹為配合艦隊油輪航速（約12節）導致行動遲緩，以及在12月21日與22日兩天的海上加油行動，是救援艦隊無法在23日前提供威克島守軍援助的主因，但如果真的在23日前趕到威克島，則日本第二航空戰隊（指揮官山口多聞少將，轄飛龍號與蒼龍號兩艘艦隊航艦，結束珍珠港之役後就前往威克島提供空中支援）就很有可能直接跟TF 17展開第一次航艦會戰。歷史不能評論未發生的事，但以當時日軍豐富的作戰經驗與經驗相對缺乏的美軍來說，這樣的對抗對美軍可能是一場比珍珠港還糟的災難。此外，援救威克島行動是金梅爾決定的，在損失了太平洋艦隊的戰鬥艦後，若他能成功援救威克島，則他的名譽也就能恢復。但由於民意的壓力，金梅爾在12月17日被免除太平洋艦隊司令的職務，代理他的培伊則認為威克島不重要（但羅斯福總統卻說威克島失陷比珍珠港被攻擊還糟），並會掉進日本人的陷阱（有可能，但目前並無證據證明日本人曾設陷引誘美軍艦隊）。而且就算航艦部隊在23日抵達作戰水域，增援的陸戰隊第四防禦營離威克島還有500英哩以上。當培伊於23日取消威克島救援行動後，金恩並未指責培伊的決定，而是指責遵令行事的弗萊徹。培伊是金恩海軍官校1901年班的同學與親密的朋友，因此，弗萊徹不被金恩信任的原因可能不是這些外部的問題，而純粹只是金恩個人的偏見所造成。
弗萊徹另一項被非議的部份則是「習慣性」的加油。在威克島救援行動中曾如此，在瞭望台行動中也一樣。弗萊徹的非議者認為這正是他行事不夠積極，只想保存船隻的證明。支持者則反駁，威克島救援行動時，弗萊徹進行加油的原因是由於培伊命令TF 17停下來等候布朗的TF 11，加上當時的海上加油技術還不夠純熟，所需時間較多。而且以當時美軍處境來說，保存航艦戰力可說是最重要的一項工作，否則將是美軍，而非日軍會喪失行動自由。至於在瞭望台行動的土拉吉島與瓜達康納爾島登陸作戰中，支持者認為弗萊徹的行動命令是確保登陸行動，並伺機摧毀日本海軍航空戰力。登陸行動於1942年8月7日與8日全部完成，所以他要準備日軍艦隊的反擊。反對者則認為，任令陸戰隊與運輸艦隊沒有空中武力保護是不可原諒的錯誤，並讓美軍遭到薩沃島的慘敗。前者可以討論，但即便美軍航艦留在薩沃灣，他們也不可能在夜間起飛戰機攻擊日軍，而且還可能受到日軍水面戰艦的直接攻擊。在東所羅門海之役中，胡蜂號在美軍發現日本艦隊的同時送到南方去補給燃料，這的確是讓美軍的兵力陷入弱勢。但戰役的結果是美軍獲勝，比較可以非議的部份可能是勝得不夠多。
進取心可說是所有非議中的核心，但有意思的是，這個「進取心」是跟海爾賽來對比的。海爾賽有無與倫比的戰鬥企圖心與領導能力，也是第二次世界大戰中，最著名的美國海軍將領。做為南太平洋戰區司令與第三艦隊司令，除了兩場颱風外所造成的災難外，他可圈可點的表現讓美軍獲得許多勝利。但做為特遣艦隊指揮官，除了創造出新聞性與提振士氣外，就軍事上的戰果來說是乏善可陳的。也有人認為如果是海爾賽指揮中途島之役，他可能仍會擊沉四艘日本航艦，但也很有可能被山本大將的水面艦隊給擊敗。反而言之，如果跟海爾賽比起來，史普勞恩斯的進取心也完全不及，但史普勞恩斯卻受到金恩的全力支持。因此，如果以進取心不足與海爾賽相提並論而非議弗萊徹，對弗萊徹並不十分公平。
雖然有這些非議，但無論如何，弗萊徹仍是美軍第二次世界大戰中擊沉日軍航艦最多的一位海軍將領。如果勒星頓號與約克鎮號的損失是記在他的名下，那麼在他指揮下，總共擊沉了5艘航艦，包括祥鳳號（日軍所損失的第一艘主力船艦），赤城號，加賀號，蒼龍號（弗萊徹是6月4日下午才把指揮權移交給史普勞恩斯），與龍驤號。海爾賽在雷伊泰灣海戰中也一次擊沉4艘航艦，但當時的北方部隊（第三艦隊）原本就是誘餌，而且海爾賽是用12艘航艦對4艘航艦，弗萊徹則都是在頂多數量相等的情況下進行會戰。接替弗萊徹擔任TF 61指揮官的湯瑪士·金開德（Thomas C. Kinkaid）少將（後升上將及美國第七艦隊司令），不但沒有擊沉一艘日軍航艦，本身還損失了大黃蜂號與胡蜂號兩艦，可是他日後並沒有因為這樣的損失而影響到他的仕途。弗萊徹在美軍太平洋戰爭中最艱困的前半年，不但保存了美國海軍的實力，首次阻止了日軍的推進，還改變了戰爭的走向，但他卻沒有獲得他應得的稱讚   。

## 註解與參考文獻
1. ↑  Stephen D. Regan. . Iowa State Press. 1994. ISBN 978-0813807782.（英文）
2. ↑  由於1941年12月至1942年5月間，美軍特遣艦隊的編號與指揮官，在不同的文獻來源上有不同的說法，本文參考Naval War In Pacific 1941-1945 （页面存档备份，存于）網頁，與Elmer B. Potter. . Naval Institute Press. 1977. ISBN 978-0870214929.
3. 1 2 3 4 5 6  Elmer B. Potter. . Naval Institute Press. 1977. ISBN 978-0870214929.（英文）
4. ↑  Early Raids in the Pacific Ocean, February 1 to March 10, 1942, by Office of Naval Intelligence
5. ↑  Samuel E. Morison. . History of United States Naval Operations in World War II. Vol. 3. University of Illinois Press. 2001. ISBN 978-0252069734.（英文）
6. 1 2 3  The Battle of the Coral Sea, by Office of Naval Intelligence
7. 1 2  Samuel E. Morison. . History of United States Naval Operations in World War II. Vol. 4. University of Illinois Press. 2001. ISBN 978-0252069956.（英文）
8. ↑  The Battle of Midway, by Office of Naval Intelligence
9. ↑  Samuel E. Morison. . History of United States Naval Operations in World War II. Vol. 5. University of Illinois Press. 2001. ISBN 978-0252069963.（英文）
10. ↑  The Landing in the Solomons, by Naval Historical Center
11. ↑  The Battle of: Savo Island, by Office of Naval Intelligence
12. ↑  The Battle of the Eastern Solomons, by Office of Naval Intelligence
13. ↑  ADMIRAL FRANK JACK FLETCHER （页面存档备份，存于）－World War II in the Pacific
14. ↑  美國海軍在第二次世界大戰中共參與了六次航艦會戰，包括1942年5月7日至8日的珊瑚海之役，1942年6月3日至7日的中途島之役，1942年8月23日的東所羅門海之役，1942年10月26聖塔克魯斯群島之役，1944年6月9日的菲律賓海之役，與1944年10月24日的恩干諾角之役。弗萊徹參與了前三場，金開德參與了第四場，史普勞恩斯參與了中途島與菲律賓海之役，海爾賽則指揮了恩干諾角之役
15. 1 2 3  WW2, Pacific War, the Early Years World War II in the Pacific （页面存档备份，存于）－World War II in the Pacific
16. ↑  Walter Lord. . Wordsworth Editions Ltd. 2000. ISBN 978-1840222364.（英文）
17. ↑  John B. Lundstrom. . US Naval Institute Press. 2006. ISBN 978-1591144755.（英文）
18. ↑  Robert W. Love, Jr., Book Reviews, In Bitter Tempest: The biography of Admiral Frank Jack Fletcher. The Journal of Military History, Vol. 58, No. 4 (Oct., 1994), pp. 764-766

## 外部連結
Frank Jack Fletcher Admiral, United States Navy（页面存档备份，存于）－Arlington National Cemetery

Admiral Frank Jack Fletcher, USN（页面存档备份，存于）-Naval Historical Center